# Episodi di Will & Grace (terza stagione)
La terza stagione della sit-com Will & Grace è andata in onda negli Stati Uniti d'America dal 12 ottobre 2000 al 17 maggio 2001 sul canale NBC.
In Italia è andata in onda a pagamento su TELE+ Bianco ed è stata replicata in chiaro dal 25 agosto al 12 settembre 2003 su Italia 1.
| nº | Titolo originale                      | Titolo italiano                | Prima TV USA     | Prima TV Italia |
| -- | ------------------------------------- | ------------------------------ | ---------------- | --------------- |
| 1  | New Will City                         | C'è un nuovo Will              | 12 ottobre 2000  |                 |
| 2  | Fear and Clothing                     | Il male minore                 | 19 ottobre 2000  |                 |
| 3  | Husbands and Trophy Wives             | Strane coppie                  | 19 ottobre 2000  |                 |
| 4  | Girl Trouble                          | Gay o non gay?                 | 26 ottobre 2000  |                 |
| 5  | Grace 0, Jack 2000                    | Il ritorno di Jack             | 2 novembre 2000  |                 |
| 6  | Love Plus One                         | Il triangolo                   | 9 novembre 2000  |                 |
| 7  | Gypsies, Tramps and Weed              | Zingari, travestiti e... erba  | 16 novembre 2000 |                 |
| 8  | Lows in the Mid-Eighties              | Anni '80 (prima parte)         | 23 novembre 2000 |                 |
| 9  | Lows in the Mid-Eighties              | Anni '80 (seconda parte)       | 23 novembre 2000 |                 |
| 10 | There's a Crowd, Six is a Freaky Show | Nessuno è perfetto             | 14 dicembre 2000 |                 |
| 11 | Coffee and Commitment                 | Come una moglie                | 4 gennaio 2001   |                 |
| 12 | Swimming Pools... Movie Stars         | Divi e fans                    | 11 gennaio 2001  |                 |
| 13 | Crazy in Love                         | Amore e follia                 | 1º febbraio 2001 |                 |
| 14 | Brothers, A Love Story                | Mai dire gay                   | 8 febbraio 2001  |                 |
| 15 | My Uncle The Car                      | Ricordi di famiglia            | 15 febbraio 2001 |                 |
| 16 | Cheaters                              | Imbroglioni (prima parte)      | 22 febbraio 2001 |                 |
| 17 | Cheaters, The Conclusion              | Imbroglioni (seconda parte)    | 22 febbraio 2001 |                 |
| 18 | Mad Dogs and Average Men              | Vita da... cani                | 15 marzo 2001    |                 |
| 19 | Poker? I Don't Even Like Her          | Poker? Lei neanche mi piace    | 29 marzo 2001    |                 |
| 20 | An Old Fashion Piano Party            | Vecchio piano                  | 19 aprile 2001   |                 |
| 21 | The Young and the Tactless            | La mamma di Stan               | 26 aprile 2001   |                 |
| 22 | Alice Doesn't Lisp Anymore            | Alice non balbetterà più       | 3 maggio 2001    |                 |
| 23 | Last of the Really Odd Lovers         | Strani amori                   | 10 maggio 2001   |                 |
| 24 | Sons and Lovers                       | Figli e amanti (prima parte)   | 17 maggio 2001   |                 |
| 25 | Sons and Lovers                       | Figli e amanti (seconda parte) | 17 maggio 2001   |                 |

## C'è un nuovo Will
- Titolo originale: New Will City
- Diretto da: James Burrows
- Scritto da: David Kohan e Max Mutchnick

### Trama
Will è stufo dei continui scherzi di Karen e decide di tornare a New York, scoprendo che Jack non solo ha occupato il suo appartamento, ma lo ha anche rimpiazzato come migliore amico di Grace. Will diventa quindi geloso, finché Grace non gli assicura che il suo amore per lui non finirà mai. Durante l'estate Grace ha frequentato sia Ben che Josh e pensa che sia l'ora di scegliere uno dei due. La sua scelta diventa più semplice quando scopre che Jack è andato a letto con Josh. Durante il viaggio di ritorno Karen lascia che Rosario venga incolpata al suo posto di avere contrabbandato alcune perle nere. Grace cerca di convincere Karen a fare scagionare Rosario, ricordandole quanto la donna faccia per lei ogni giorno.
- Guest star: Shelley Morrison (Rosario Salazar), Gregory Hines (Ben)

## Il male minore
- Titolo originale: Fear and Clothing
- Diretto da: James Burrows
- Scritto da: Adam Barr

### Trama
Quando qualcuno cerca di scassinare il suo appartamento Grace decide di andare a vivere con Will e Jack. Will non riesce a vivere con altre due persone, quindi dice ai suoi amici che uno dei due deve andarsene e sono loro a dovere scegliere chi. Dopo avere litigato per un po' Grace e Jack decidono che sarà la donna a trasferirsi. Tuttavia, quando viene a sapere della decisione, Will chiede a Grace di rimanere a vivere con lui e suggerisce a Jack di trasferirsi nel vecchio appartamento della donna. Jack e Karen stanno ancora litigando, dato che il primo aveva cercato di farle causa. Will convince Karen a perdonare Jack che, nonostante in un primo momento non accetti le sue scuse, alla fine decide di perdonarla.

## Strane coppie
- Titolo originale: Husbands and Trophy Wives
- Diretto da: James Burrows
- Scritto da: Kari Lizer

### Trama
Quando Grace viene invitata in uno yacht club da Ben e vi trova anche Karen Rosario le rivela che Karen è insicura perché sta raggiungendo la stessa età della prima moglie di Stan e ha paura che il marito la lasci. Grace decide quindi di fare un complimento all'amica per farle ritrovare la fiducia in sé, tuttavia quest'ultima pensa solo che Grace sia lesbica. Grace chiede a Ben di flirtare con Karen, ma ciò fa ingelosire Stan che caccia Ben dallo yacht club. Will e Jack si recano negli Hamptons per quello che pensano sarà un folle weekend gay, ma poi scoprono che tutti i loro amici festaioli si sono accasati e stanno crescendo bambini. Will si offre volontario insieme a Jack per fare da babysitter per la notte, ma, non soddisfatto di come vanno le cose, pensa che non sarà mai un buon padre. Jack lo rassicura dicendogli che un giorno sarà un padre perfetto, proprio come lo è già per lui.
- Guest star: Shelley Morrison (Rosario Salazar), Gregory Hines (Ben), Tim Bagley (Larry), Jerry Levine (Joe)

## Gay o non gay?
- Titolo originale: Girl Trouble
- Diretto da: James Burrows
- Scritto da: Alex Herschlag

### Trama
Grace assume una giovane tirocinante nel suo ufficio che sembra venerare lei e il suo lavoro. Tuttavia la situazione cambia quando la ragazza inizia a seguire i passi di Karen. Nel frattempo Will sta cercando di creare un siparietto comico per un seminario per sensibilizzare la polizia sul tema dell'omosessualità e chiede a Jack e a due ragazze lesbiche di prenderne parte. Nonostante non vada d'accordo con le due donne Jack cerca di comportarsi educatamente con loro per dimostrare a Will le sue doti di attore. Tuttavia, quando Will prende in giro la voce del personaggio interpretato da Jack, il ragazzo perde la calma e insulta le due lesbiche di fronte ai poliziotti. Jack e Will iniziano un pesante litigio, di cui poi sono mortificati ma che si rivela comunque educativo per i poliziotti.

## Il ritorno di Jack
- Titolo originale: Grace 0, Jack 2000
- Diretto da: James Burrows
- Scritto da: Tracy Poust e Jon Kinnally

### Trama
Grace capisce di non amare Ben e decide di interrompere la relazione con lui, ma quando ci prova lui fa sempre qualcosa che le fa cambiare idea. Alla fine, con l'aiuto di Karen, Grace si convince che in realtà è innamorata di Ben, che però la lascia. Jack mette in scena un nuovo numero di cabaret chiamato "Jack 2000", che però non riscuote successo finché Jack non inizia a prendere in giro la vita privata di Will. Will si sente insultato e tradito e decide di non raccontare più nulla della sua vita privata a Jack. Quando non ha più materiale divertente su Will lo spettacolo di Jack si rivela un fallimento e il ragazzo è triste perché Will continua a essere arrabbiato con lui. Karen convince Will ad aiutare Jack, dandogli il permesso di raccontare anche i suoi momenti più imbarazzanti, ma Jack, capendo che Will è un buon amico, decide di non usarli.
- Guest star: Gregory Hines (Ben)

## Il triangolo
- Titolo originale: Love Plus One
- Diretto da: James Burrows
- Scritto da: Richard Rosenstock

### Trama
Un vecchio fidanzato di Grace di nome Nicholas arriva in città con la sua nuova ragazza e chiede a Grace di unirsi a loro per una cosa a tre. Quando Will e Karen ridono al pensiero di Grace in una cosa a tre la donna decide di farlo, ma cambia idea all'ultimo minuto. Jack inizia un nuovo lavoro da Banana Republic, dove incontra un bellissimo ragazzo di nome Matthew che però è così intelligente da mettere in difficoltà Jack. Jack chiede quindi aiuto a Will che gli suggerisce cosa dire tramite un microfono. Tuttavia Jack si rende conto di trovare Matthew molto noioso, mentre quest'ultimo capisce che Will è il suo tipo e gli lascia il suo biglietto da visita.
- Guest star: Jeremy Piven (Nicholas), Patrick Dempsey (Matthew)

## Zingari, travestiti e... erba
- Titolo originale: Gypses, Tramps and Weed
- Diretto da: James Burrows
- Scritto da: Katie Palmer

### Trama
Durante la cena di compleanno di Will il cameriere è così maleducato con Grace che la ragazza si lamenta con il suo capo e ne causa il licenziamento. Sentendosi in colpa decide di assumerlo come assistente, ma poi scopre che il ragazzo spaccia marijuana nel suo ufficio. Will va da una veggente che sembra sapere tutto su di lui e finisce per crederle quando lei gli rivela che passerà il resto della sua vita con un uomo che già conosce di nome Jack. Will è terrorizzato dal pensiero di passare il resto della sua vita con Jack, ma poi capisce che staranno sempre insieme ma solo come amici. Jack riesce finalmente a incontrare il suo idolo, Cher, in un bar, ma quando la scambia per una drag queen la cantante lo schiaffeggia.
- Guest star: Cher (se stessa)

## Anni '80 (prima parte)
- Titolo originale: Lows in the Mid-Eighties
- Diretto da: James Burrows
- Scritto da: Jeff Greenstein

### Trama
Per aiutare una ragazza confusa che non riesce a capire che il suo ragazzo è gay Will e Grace le raccontano la storia di quando stavano insieme ai tempi del college.

## Anni '80 (seconda parte)
- Titolo originale: Lows in the Mid-Eighties
- Diretto da: James Burrows
- Scritto da: Jeff Burrows

### Trama
Will e Grace continuano la loro storia, raccontando di come Will abbia ammesso di essere gay solo dopo avere chiesto a Grace di sposarlo e avere incontrato tutta la sua famiglia come suo fidanzato ufficiale.

## Nessuno è perfetto
- Titolo originale: Three's a Crowd, Six is a Freak Show
- Diretto da: James Burrows
- Scritto da: Jhoni Marchinko

### Trama
Grace si rende conto di essere molto superficiale quando rompe con un ragazzo che le piaceva molto, solo perché quest'ultimo ha sei dita in un piede. La ragazza è poi spaventata per la sua nuova relazione, quando una piccola operazione medica le lascia una brutta infezione sul labbro. Will e Jack scoprono che si stanno frequentando con lo stesso uomo. Karen cerca di comprare un regalo di Natale per il suo figliastro.

## Come una moglie
- Titolo originale: Coffee and Commitment
- Diretto da: James Burrows
- Scritto da: Adam Barr

### Trama
Will è stufo di dovere pagare sempre per Grace; quando i due sono invitati alla cerimonia per l'unione civile dei loro amici Will si rifiuta di mettere il nome di Grace nel biglietto del regalo che ha comprato. I due litigano e alla fine Will le rivela di sentirsi come se fossero sposati e questo non gli sta bene. Alla fine riescono a fare pace, dopo avere letto un brano sull'amore durante la cerimonia, che esprime quello che i due provano l'uno per l'altro. Jack diventa dipendente dalla caffeina poiché si è invaghito di un ragazzo che lavora in un bar. Karen cerca di aiutarlo a disfarsi della sua dipendenza, ma entrambi sono in difficoltà quando scoprono che alla cerimonia dei loro amici non viene servito alcool ma solo caffè.
- Guest star: Tim Bagley (Larry), Jerry Levine (Joe)

## Divi e fans
- Titolo originale: Swimming Pools… Movie Stars
- Diretto da: James Burrows
- Scritto da: Katie Palmer

### Trama
Will e Grace incontrano Sandra Bernhard fingendosi interessati ad acquistare il suo appartamento. Jack partecipa a un'asta per comprare le scarpe da ginnastica di Britney Spears, mentre Karen cerca di sostenere il suo figliastro, Mason, in una gara di nuoto.
- Guest star: Sandra Bernhard (se stessa)

## Amore e follia
- Titolo originale: Crazy in Love
- Diretto da: James Burrows
- Scritto da: Tracy Poust e Jon Kinnally

### Trama
Will chiama finalmente Matt, il giornalista sportivo che aveva incontrato molto tempo prima da Banana Republic e i due si danno un appuntamento. Matt gli rivela che una delle cose che non gli piaceva del suo ex ragazzo è che quest'ultimo non era appassionato di sport; Will cerca quindi di fingersi uno sportivo. Will cerca disperatamente di imparare a giocare a baseball allenandosi nelle gabbie da battuta, ma solo Grace riesce a colpire la palla. Will e Matt giocano a basket insieme e Matt capisce che Will non è assolutamente un tipo sportivo. Will gli dice quindi la verità e Matt è sorpreso che Will pensi che sia così superficiale, assicurandogli che i due si possono frequentare anche se Will non ama lo sport. Grace chiede alla sua terapista di scriverle una certificato che attesti che sia pazza, per non dovere fare parte di una giuria. Karen e Jack chiedono a Grace di decorare l'appartamento di Jack, ma dimostrano di essere dei clienti molto difficili. I due leggono accidentalmente il certificato della terapista e credono che Grace sia davvero pazza. Grace capisce che i due lo hanno letto il certificato e sfrutta la loro paura per decorare l'appartamento in santa pace. Quando ha finito il suo lavoro rivela a Jack e Karen la verità, ma i due non le credono.
- Guest star: Patrick Dempsey (Matt)

## Mai dire gay
- Titolo originale: Brothers, A Love Story
- Diretto da: James Burrows
- Scritto da: David Kohan e Max Mutchnick

### Trama
Will è turbato quando il suo ragazzo, Matt, lo presenta al suo capo come suo fratello. La loro relazione entra quindi in crisi perché Matt non ha ancora fatto coming out. Will cerca di rompere con Matt, ma sentendo di avere bisogno di affetto maschile cambia idea. Grace cerca di fargli capire che sta sbagliando. Quando il capo di Matt gli chiede esplicitamente se è gay e Matt nega di esserlo di fronte a Will quest'ultimo (continuando a fingere di essere suo fratello) gli rivela che la loro "relazione" può andare avanti solo se entrambi sono aperti e onesti l'uno con l'altro, sperando quindi che Matt decida di rivelare al suo capo di essere gay e di avere una relazione con Will, ma l'uomo non fa niente di tutto ciò. Will è talmente disgustato che decide di rompere con lui. Karen è turbata quando trova una copia del testamento di Stan e scopre che un terzo del suo denaro sarà devoluto in beneficenza. La donna incolpa di tutto ciò l'avvocato dal cuore tenero del marito: Will.

## Ricordi di famiglia
- Titolo originale: My Uncle the Car
- Diretto da: James Burrows
- Scritto da: Kari Lizer

### Trama
Dopo avere ricevuto una cartolina dalla mamma Jack si convince che il suo vero padre sia afroamericano. Will riesce finalmente a convincere Grace a disfarsi della vecchia macchina che suo zio le aveva lasciato e i due la vendono a una suora che ne ha bisogno per consegnare cheesecake. Quando Grace cambia idea e rivuole indietro la sua macchina la suora le chiede quasi dieci volte il prezzo a cui l'aveva comprata. Will riesce a trovare un compromesso, promettendo alla suora che in cambio della macchina l'avrebbe accompagnata a sbrigare le sue commissioni. Karen scopre che Rosario la sta tradendo pulendo le case di altre persone. Karen litiga con la sua amica per la quale Rosario lavora in segreto e insieme decidono di giocarsi la domestica con una partita di biliardo: la vincitrice avrebbe ottenuto Rosario. Tuttavia la domestica è talmente disgustata da decidere che non avrebbe più lavorato per nessuna delle due. Karen è dispiaciuta per la perdita della sua amata Rosie, finché quest'ultima non decide di ritornare.
- Guest star: Ellen DeGeneres (Suor Louise).

## Imbroglioni (prima parte)
- Titolo originale: Cheaters
- Diretto da: James Burrows
- Scritto da: Alex Herschlag

### Trama
Il padre di Will, George, arriva a New York per fare visita non tanto a suo figlio quanto alla sua amante Tina. Grace è sconvolta perché Will preferisce fare finta di niente, piuttosto che confrontarsi con suo padre. Anche George è sorpreso quando Will lo invita a cena insieme alla sua amante e tutti passano la serata a parlare del tempo.
- Guest star: Sydney Pollack (George Truman), Lesley Ann Warren (Tina).

## Imbroglioni (seconda parte)
- Titolo originale: Cheaters, The Conclusion
- Diretto da: James Burrows
- Scritto da: Alex Herschlag

### Trama
Will riesce finalmente a dire a suo padre quanto sia deluso. Nel frattempo Grace chiede a Karen la sua opinione riguardo al tradimento del padre di Will, ma la donna pensa che Grace le stia dicendo che è Stanley ad avere un'amante. Karen chiede quindi a Jack di aiutarla a spiare suo marito.
- Guest star: Sydney Pollack (George Truman), Lesley Ann Warren (Tina).

## Vita da... cani
- Titolo originale: Mad Dogs and Average Men
- Diretto da: James Burrows
- Scritto da: Adam Barr

### Trama
Will si sta frequentando con un uomo di nome Paul, con il quale non riesce a rompere perché ama il suo cane, Pepper. Will cerca finalmente di lasciare Paul, ma quest'ultimo gli chiede di badare a Pepper per il weekend mentre lui è via. Will è felicissimo, ma poi è sconvolto quando Pepper fugge. Will cerca di usare la scomparsa di Pepper per farsi lasciare da Paul, ma invece Paul cerca conforto in lui, suggerendogli di passare un weekend insieme. Will non riesce a dire di no, ma quando va a prendere Paul scopre che Pepper era in camera sua. Si scopre quindi che Paul usa Pepper per rimorchiare i ragazzi e organizza questo stratagemma ogni volta; Pepper ha infatti un chip di localizzazione ed è addestrato a fuggire. Will riesce finalmente a rompere con lui. Grace incontra il nipote di Karen, un ragazzo molto carino di nome Sumner e tra i due nasce subito qualcosa. Quando Grace rivela a Karen di essere interessata a lui Karen le dice che Sumner è sposato. Tuttavia Grace scopre che Karen sta mentendo e le chiede perché. Karen le rivela di averle detto una bugia perché Sumner si approfitta delle donne e le usa per ottenere denaro, infatti è anche andato in prigione per questo. Grace scopre presto che anche questa era una bugia ed è dispiaciuta, pensando che Karen non la ritenga all'altezza di suo nipote. Quando Grace si confronta con Karen quest'ultima finalmente ammette che secondo lei è Sumner a non essere all'altezza di Grace.
- Guest star: Peter Jacobson (Paul Budnik)

## Poker? Lei neanche mi piace
- Titolo originale: Poker? I Don't Even Like Her
- Diretto da: James Burrows
- Scritto da: Jeanette Collins e Mimi Friedman

### Trama
Will vuole cacciare Grace dalla sua settimanale serata di poker perché i suoi amici non sopportano come gioca, ma lei lo convince a darle un'ultima chance. Will è incredulo nel vedere quanto Grace sia migliorata, ma quest'ultima ammette di avere barato. Quando Will minaccia di dire a tutti la verità Grace lo avverte che se decidesse di farlo lei dirà a tutti che lui era d'accordo. Quando il loro amico Rob accusa Will di barare e i due iniziano a litigare Grace li interrompe, ammettendo che è lei quella che sta barando. Alla fine si scopre che il litigio era solo una trappola, per fare sì che la donna confessasse. Karen è incuriosita da una nuova operazione chirurgica per ingrandire le spalle, ma prima vuole che qualcun altro vi si sottoponga per accertarsi che funzioni. Karen e Jack persuadono quindi un'amica della donna, ossessionata dalla chirurgia estetica, a sottoporvisi. Karen è sconvolta quando pensa che la sua amica sia morta durante l'operazione e lo diventa ancora di più quando vede la sua amica uscire dalla sala operatoria con due bellissime spalle e quest'ultima le dice che erano le ultime protesi disponibili.
- Guest star: Tim Bagley (Larry), Jerry Levine (Joe), Tom Gallop (Rob)

## Vecchio piano
- Titolo originale: An Old-Fashioned Piano Party
- Diretto da: James Burrows
- Scritto da: Jhoni Marchinko, Tracy Poust e Jon Kinnally

### Trama
Quando ha paura che la sua amicizia con Will possa finire proprio come è successo a una coppia di loro amici Grace compra d'impulso un pianoforte molto costoso. Grace spera che non solo questo oggetto condiviso impedirà a Will di lasciarla, ma anche che i due possano riavvicinarsi suonandolo insieme. Quando Will preferisce uscire piuttosto che rimanere in casa a suonare il piano con lei Grace la prende sul personale e invita tutti gli amici di Will per una festa vecchio stile. Tuttavia, quando Will preferisce comunque uscire, Grace perde la pazienza e gli rivela tutte le sue paure. Will la conforta con una canzone su come il loro amore li terrà sempre insieme e i due decidono di dare via il piano. Jack viene lasciato da Rocco e inizia a scrivere un romanzo d'amore per lavorare sul suo dolore. Karen scopre di eccitarsi leggendo l'opera di Jack e vuole leggere sempre più pagine, ma quando l'amico torna insieme a Rocco il suo romanzo si interrompe. Karen quindi paga Rocco per fargli lasciare Jack, ma quest'ultimo scopre l'imbroglio ed è troppo arrabbiato con lei per potere continuare a scrivere. Tuttavia, quando Karen offre dei soldi anche a lui, Jack torna a scrivere.

## La mamma di Stan
- Titolo originale: The Young and the Tactless
- Diretto da: James Burrows
- Scritto da: Jeff Greenstein

### Trama
Karen abbandona la sua odiata suocera Sylvia da Will che, insieme a Jack, la porta all'inaugurazione di una nuova discoteca gay. La vecchietta consiglia a Will, triste perché non riesce a trovare l'amore, che se vuole cambiare la sua vita deve prima cambiare se stesso. Will accoglie il suo consiglio e accetta di uscire con un ragazzo molto più piccolo di lui che lavora in negozio di videonoleggio. Quando si rende conto di avere aiutato un gay a rimorchiare Sylvia è sconvolta e pensa che andrà all'inferno. Grace litiga con un ragazzo che abita nel loro stesso palazzo, Nathan, che aveva tolto la sua biancheria bagnata dalla lavatrice per metterci la propria. Alla fine Grace lo aiuta a farsi perdonare dalla sua ragazza, ma quando Nathan non ci riesce decide di provarci con Grace. Grace all'inizio è riluttante, ma poi lui la bacia e la donna accetta di uscire con lui.
- Guest star: Ellen Albertini Dow (Sylvia Walker), Woody Harrelson (Nathan)

## Alice non balbetterà più
- Titolo originale: Alice Doesn't Lisp Here Anymore
- Diretto da: James Burrows
- Scritto da: Sally Bradford

### Trama
Grace e Will partecipano al funerale di una ragazza che Grace era solita prendere in giro a scuola. Jack pensa di essere stato nominato per un premio al miglior cabarettista gay.

## Strani amori
- Titolo originale: Last of the Really Odd Lovers
- Diretto da: James Burrows
- Scritto da: Kari Lizer

### Trama
Grace non riesce a credere di provare una forte attrazione per il suo rozzo vicino, Nathan, e tiene la loro relazione segreta. Anche Will si imbarazza a uscire con un ragazzo molto più giovane, Scott, e tiene la relazione segreta. Quando Karen scopre entrambi i segreti e li rivela a Will e Grace i due decidono di rompere con i rispettivi ragazzi. Will ci riesce, ma Grace non riesce a contenersi e finisce per baciare Nathan invece che scaricarlo. Jack è felice quando scopre che Val è la sua fan numero uno, ma quando la donna inizia a stalkerarlo e si introduce nel suo letto la notte Jack si infuria e la caccia dal suo appartamento.
- Guest star: Woody Harrelson (Nathan), Molly Shannon (Val Bassett)

## Figli e amanti (prima parte)
- Titolo originale: Sons and Lovers
- Diretto da: James Burrows
- Scritto da: David Kohan e Max Mutchnick

### Trama
Will scopre che Grace sta ancora uscendo con Nathan ed è disgustato. Diventa ancora più furioso quando Nathan si trasferisce nel loro appartamento perché Grace ha scoperto che la sua ex fidanzata vive ancora con lui. Jack pensa finalmente di avere trovato suo padre ed è eccitato al pensiero di conoscerlo, ma poi è sconvolto quando scopre che l'uomo è morto cinque anni prima. Will e Nathan diventano finalmente amici quando Will si commuove nel vedere come Nathan conforta un depresso Jack.
- Guest star: Woody Harrelson (Nathan)

## Figli e amanti (seconda parte)
- Titolo originale: Sons and Lovers
- Diretto da: James Burrows
- Scritto da: David Kohan e Max Mutchnick

### Trama
Will continua a vedere in giro per il quartiere un ragazzo molto carino, che chiama il suo "fidanzato immaginario", ma con cui è troppo timido per parlare. Jack scopre di avere un figlio, Elliott, nato dal campione di sperma che anni fa aveva donato a una banca del seme, quando il ragazzo tredicenne bussa alla sua porta per conoscere suo padre. Grace si rende conto che la sua relazione con Nathan si sta facendo seria e ha paura che essa possa rovinare la sua amicizia con Will. La donna organizza quindi un viaggio in Marocco con Will e rompe con Nathan in segreto. Quando Will scopre che Grace ha rovinato una relazione potenzialmente perfetta la convince a rimanere in città con Nathan. Fortunatamente Will incontra il suo fidanzato immaginario all'aeroporto e Grace e Nathan si dichiarano il loro amore.
- Guest star: Michael Angarano (Elliott), Woody Harrelson (Nathan)